# Италијанска народна странка (1994)
Италијанска народна странка (итал. Partito Popolare Italiano, PPI) је била хришћанско-демократска политичка партија у Италији између 1994. и 2002.
ППИ је била директна наследница италијанске Хришћанске демократије (ДЦ).
ППИ је била чланица коалиције L'Ulivo. У децембру 2002, ППИ са осталим хришћанским странкама левог центра је ушла у састав партије Бела Рада - Демократија је слобода.